# Literatura española del Renacimiento

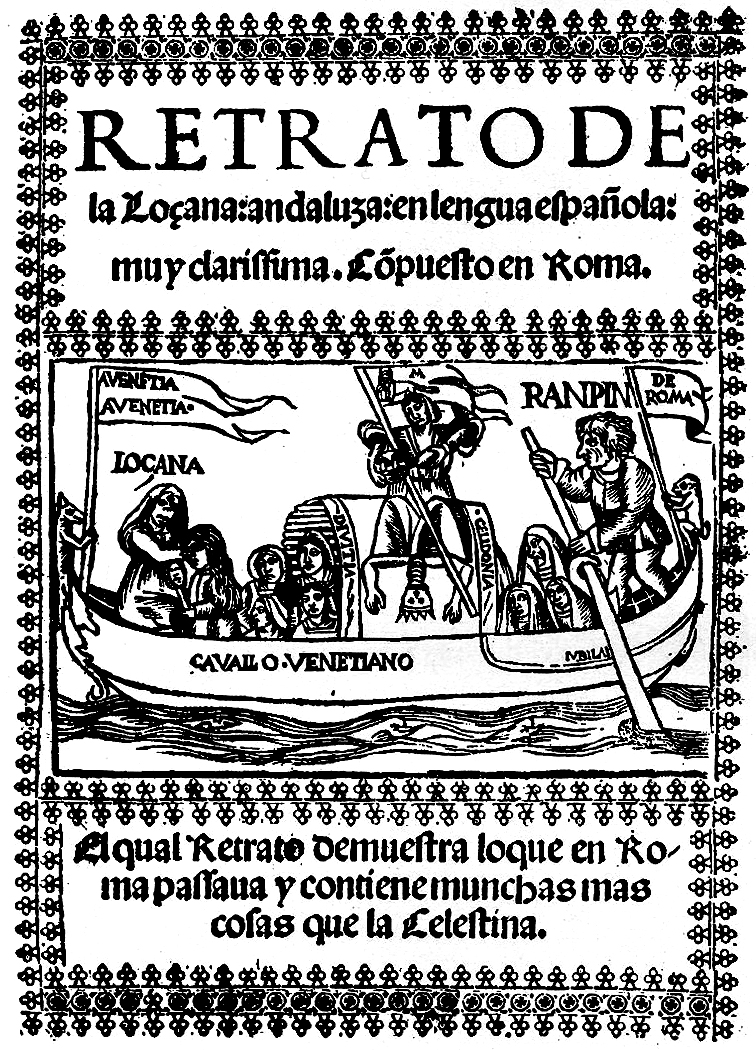
La Lozana andaluza, Venecia, 1528.

La literatura renacentista española es la literatura escrita en España durante el Renacimiento español de los siglos XV y XVI. El origen de este movimiento artístico-literario fue el resultado de las relaciones políticas, bélicas, religiosas y literarias que se dieron entre Italia y España desde la mitad del siglo XV, que dieron vida a un amplio intercambio cultural entre estas dos regiones. Estas relaciones hispano-italianas fueron muy importantes, ya que llevaron a la Península las inquietudes y gustos que propiciaron el Renacimiento español.

## Contexto
El papado de dos ilustres valencianos Calixto III y Alejandro VI sirvió para estrechar las relaciones culturales entre Castilla, el Reino de Aragón, y Roma. En Italia se editaban o traducían las obras literarias españolas de mayor relieve, como el Amadís de Gaula, La Celestina, Cárcel de Amor o las composiciones poéticas de Jorge Manrique e Íñigo López de Mendoza, marqués de Santillana, así como las compilaciones de producciones populares como los villancicos y los romances. Otro tanto sucedía en España con obras italianas, como la Jerusalén liberada, de Torcuato Tasso.

## Ideología
La mentalidad renacentista responde a la doctrina del humanismo, que se caracteriza por:
1. La valoración del mundo grecolatino, en el que se busca una nueva escala de valores basada en el individuo.
2. El antropocentrismo; el hombre es el centro del universo, capaz de dominar el mundo y crear su propio destino.
3. Se antepone la razón al sentimiento y prevalece el equilibrio, la mesura y la armonía (Aurea mediocritas).
4. El nuevo ideal del hombre es el de El cortesano de Castiglione, el perfecto caballero hábil como poeta y guerrero.
5. Un nuevo ideal de belleza; la naturaleza, la mujer, el amor se presentan idealizadas. Se describe el mundo no como es, sino como debería ser.

## El humanismo en España
A pesar de que en 1492 la Reconquista había finalizado con la toma de Granada, reino musulmán, y los judíos habían sido expulsados de la península ibérica con el Edicto de Granada, seguían conviviendo las tres religiones; el judaísmo, el islam y el cristianismo; esta última mayoritaria y ostentadora del poder político. Es así como la Inquisición pasa a ser un órgano dependiente del Estado y no sólo de la Iglesia, y ejerce presión para que se termine expulsando a los antes tolerados.

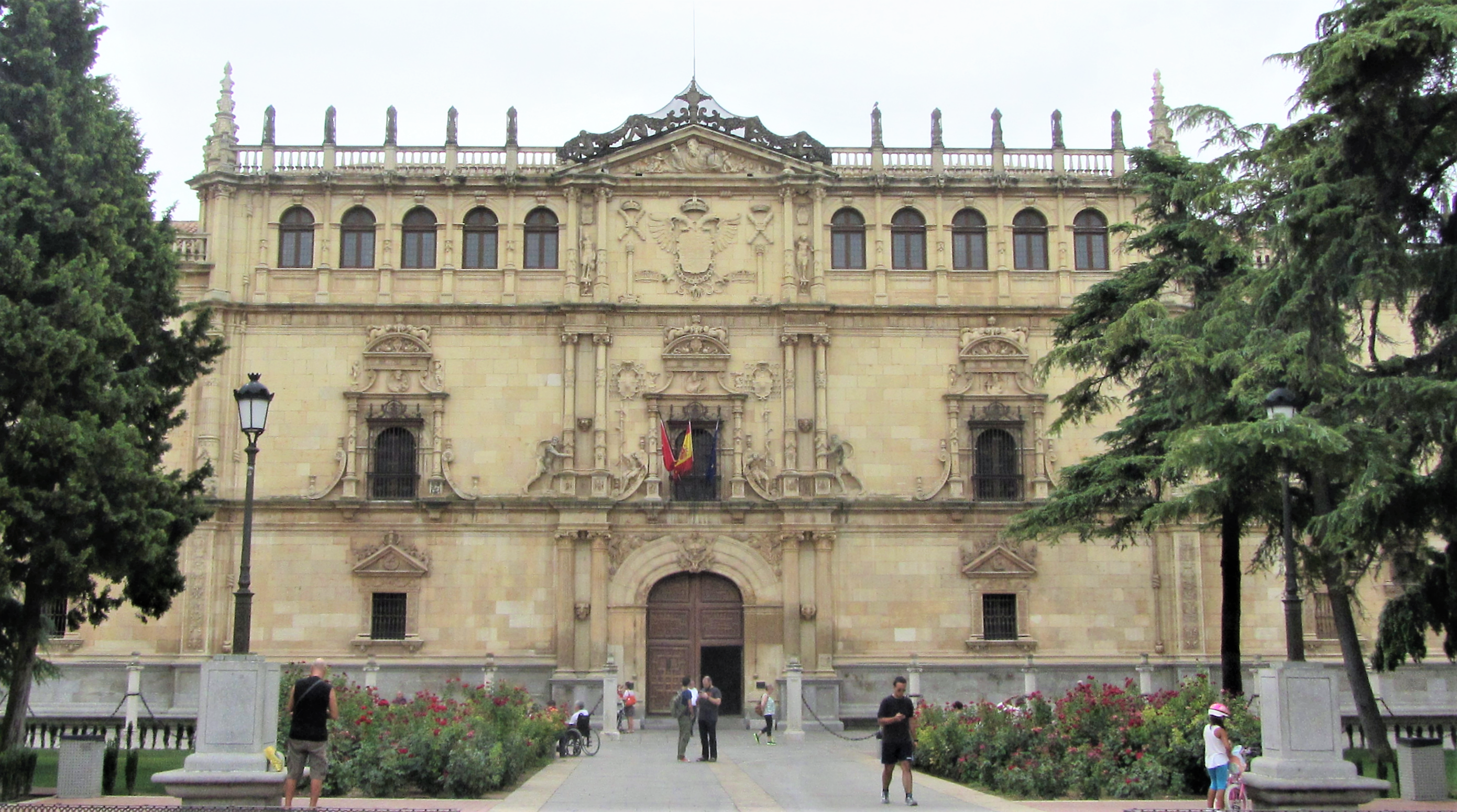
Fachada de la Universidad de Alcalá de Henares.

La situación de España siempre fue muy compleja pero aun así el humanismo logró mantener su carácter innovador, a pesar de las interferencias que limitaron el estudio de los clásicos.
Durante el gobierno de los Reyes Católicos cabe destacar la labor de Antonio de Nebrija (1442-1522), autor de la primera Gramática castellana.
Por otra parte, el gran mecenas durante el humanismo fue el cardenal Gonzalo Jiménez de Cisneros, lo que contrasta en parte con el resto de su prelado por su origen humilde y su carácter austero y el haber puesto su mayor empeño en reformar las costumbres de indisciplina entre las órdenes religiosas. La reforma tenía que ser fruto de una reforma a la educación, y aunque no fuera erudito fue el máximo protector de los nuevos estudios. En 1498 fundó la Universidad de Alcalá de Henares, que superó en prestigio e influencia a todas las demás excepto la de Salamanca, su mayor rival.
La orientación de su reforma coincidía en parte con las ideas de Erasmo en un momento en que el erasmismo era la doctrina pujante en Europa y en España por supuesto, protegida por el rey Carlos I.
También durante la época era común una obra como la de Pedro Mexía, quien recopiló una miscelánea de información científica. Es un ejemplo de la tendencia renacentista a la idealización, pues se tenía la convicción de que la sabiduría puede extraerse de la gente común, cuya pura tradición la ha conservado, porque el pueblo está y siempre estuvo cerca de la naturaleza.
Dentro del idealismo y el humanismo del Renacimiento están muy bien representadas las controversias de la actividad colonial de España en el Nuevo Mundo. El principal promotor fue el fraile dominico Bartolomé de las Casas (1474-1566), quien tenía como principios básicos: que la guerra es irracional y contraria a la civilización; que no debe emplearse fuerza alguna contra los nativos, pues incluso la conversión forzosa al cristianismo es reprochable; que la irracionalidad y la libertad del hombre exige que la religión y todo lo demás solo se enseñe mediante una suave y amable persuasión.
El resurgimiento del nuevo espíritu se ve encarnado por Francisco de Vitoria (1483-1546), teólogo dominico, profesor de Salacoja, que rechazó toda argumentación basada en puras consideraciones metafísicas por estar a favor del estudio de los problemas reales que planteaba la vida política y social contemporánea. Fue el primero en establecer los conceptos básicos del derecho internacional moderno, basándose en la regla del derecho natural. Afirmaba así las libertades fundamentales como la palabra, de comunicación, comercio y tránsito por los mares, siempre que las naciones y razas no se perjudicaran mutuamente. Pero estas libertades eran inherentes a la sociedad humana, dentro de la cual los indígenas no estaban considerados por pertenecer a comunidades subdesarrolladas, sin organización política ni medios de comercio. En consecuencia Vitoria propugnaba un sistema de mandato donde las etnias inferiores debían ser gobernadas por las superiores, doctrina basada en el servilismo natural, por lo tanto si las naciones incivilizadas se negaban a someterse voluntariamente, la guerra era moralmente legítima.
Con Erasmo en España muere el espíritu de tolerancia, pues no se llegó a ninguna reconciliación ni compromiso entre protestantes y católicos, comenzaba la Contrarreforma; una vez se perseguía la unidad religiosa, solo que ahora dentro del mismo Cristianismo, había terminado el Renacimiento. Sin embargo la religiosidad española mantuvo sus propios parámetros gracias a una nueva orden, la Compañía de Jesús, fundada por San Ignacio de Loyola (1491-1556). A España llegó procedente de Italia el neoplatonismo. Platón basó su filosofía del amor en la elevación en la cual el espíritu es trasportado por su amor a la belleza.
El humanismo propone como tarea lograr la pureza auténtica del mensaje cristiano, lograr la unidad de los mejores pensamientos humanos en torno a una filosofía de Cristo donde el hombre moderno puede encontrar la alegría y la felicidad, pero Erasmo no pretendió divinizar al hombre ni poner el Renacimiento al servicio de los hombres. Sí reconoce que el hombre es razón y lenguaje, por eso su trabajo es el de reconocer la palabra como la mejor parte de la naturaleza pues constituye el ser del hombre.

## La poesía renacentista
La poesía de este período se dividió en dos escuelas: la Salmantina (Fray Luis de León) y la Sevillana (Fernando de Herrera).

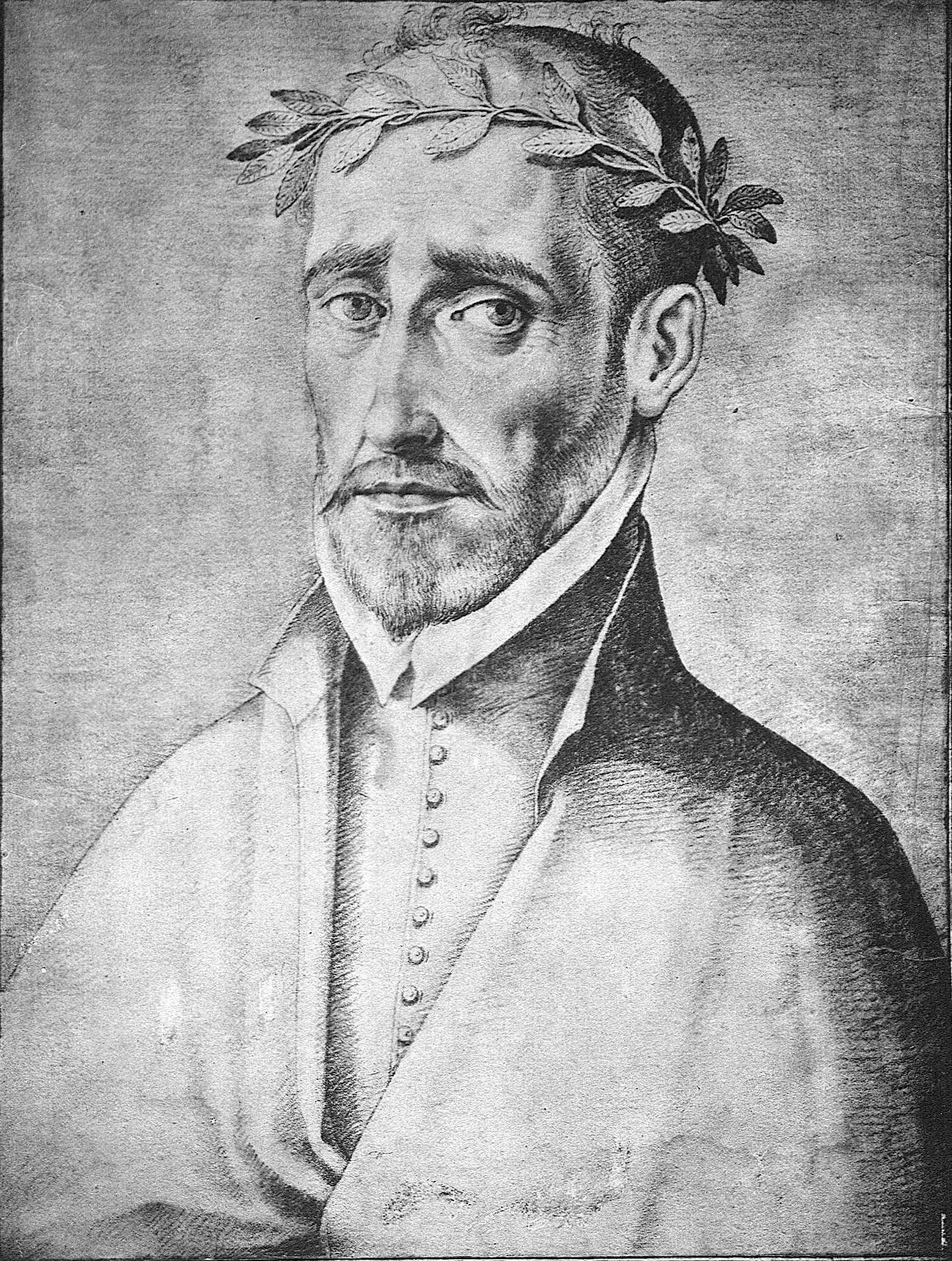
Fernando de Herrera.

La Escuela Salmantina, tiene como rasgos distintivos:
- Concisión en el lenguaje.
- Llaneza en la expresión.
- Realismo en el pensamiento.
- Preferencia por la estrofa corta.
- La naturalidad y la sencillez.

La Escuela Sevillana, en cambio, es:
- Grandilocuente.
- Pule en extremo la forma.
- Su obra es más de meditación que de sentimiento, más de documentación que de observación de la naturaleza y de la vida.
- Prefiere la estrofa larga y la composición extensa.
- Usa abundantemente los adjetivos y el ornato retórico.

No obstante, esta escuela sirvió de base inmediata y de puente necesario para enlazar con los movimientos poéticos que en el siglo xvii se englobaron bajo la denominación general de Barroco.

### Orígenes
La lírica renacentista se origina a partir de:
- La tradición, que perpetúa temas y formas de la lírica medieval. Esta tradición se compone tanto de la lírica tradicional, oral y popular (villancicos, canciones de amor...) y la lírica no-escrita que transmitía el romancero, como la lírica culta (de autores como Juan de Mena o el marqués de Santillana) y la lírica cortesana de raíz trovadoresca recogida en los cancioneros, el más famoso de los cuales fue el de Hernando de Acuña.

Esta poesía tradicional está ligada al empleo del verso corto, especialmente el octosílabo.
- La corriente innovadora de raíz petrarquista y, por tanto, italianizante, que madurará gracias a Boscán y a Garcilaso. Esta corriente bebe en realidad de las mismas fuentes que la anterior: la lírica provenzal. Manejan por tanto una misma concepción del amor como servicio que dignifica al enamorado.

### Características
- En cuanto a la métrica utilizada, se adoptan versos (endecasílabo y heptasílabo), la rima utilizada es consonante ya que a partir de la última vocal acentuada, todos los sonidos coinciden. Las estrofas (lira, silva, octava real, tercetos encadenados, soneto) procedentes de Italia.
- Asimismo, aparecen géneros característicos como la égloga (los protagonistas son pastores idealizados), la oda (reflexión filosófica y existencial), la elegía (evoca con tono melancólico a un muerto) o la epístola (poema en forma de carta).
- La lengua en esta época está dominada por la naturalidad y la sencillez, huyendo de la afectación, del amaneramiento y de la frase rebuscada. Así el léxico y la sintaxis serán sencillos.
- Los temas preferidos por la poesía renacentista son, fundamentalmente, el amor, concebido desde el punto de vista platónico; la naturaleza, como algo idílico (bucolismo); la mitología, utilizada como tema central o como ornamento para un asunto amoroso y la belleza femenina, siguiendo siempre un mismo ideal clásico.
- En relación con estos temas mencionados, existen varios tópicos renacentistas, tomados del mundo clásico algunos de ellos:
  - El Carpe Diem, cuya traducción sería «atrapa el día» o «aprovecha el momento». Con él se aconseja el disfrute de la vida antes de la llegada de la vejez.
  - La Descriptio puellae, descripción de la belleza ideal de la mujer.
  - El Beatus Ille o alabanza de la vida del campo, apartado de lo material, frente a la vida de la ciudad, con sus peligros e intrigas.
  - El Locus amoenus o descripción de una naturaleza perfecta e idílica.
  - La Aurea mediocritas, gusto y satisfacción por lo sencillo, lo que se posee... frente al deseo desmesurado de riquezas

### Imitación y originalidad en la poética renacentista
El poeta renacentista se servía de los modelos de la Naturaleza, sobre esta base no ponía en duda la necesidad de imitar pues estos procedimientos se justificaban por proceder no de la reproducción de modelos, sino que del mismo espíritu que ha recogido otros pensamientos y se ha nutrido de ellos. Si lo ajeno, forzosamente disperso al ser múltiple, se vértebra y refunde en un organismo único, y si en este resplandece el espíritu del escritor, nadie podrá negarle el dictado de original.
Dentro del esfuerzo por establecer influencias, traducciones o adaptaciones, hay un componente de autocomplacencia ya que daba prestigio a quien las descubría. Esas rudezas eran en su mayor parte un rastreo que significó una pugna entre antiguos y modernos, para exhibir la propia cultura. El escritor de esa época asume la imitación como centro de su actividad. La originalidad absoluta constituye un ideal remoto que no se niega, pero no se postula exigentemente, porque es un privilegio concedido a poquísimos, y existe además la posibilidad de alcanzarla con el medio imitativo. En la imitación se debe acudir a varias fuentes que deben transformarse y reducirse a unidad, es decir, convertirse al sentimiento personal que permite obtener el resultado patentemente original (no es la expresión pura del sentimiento, antes es un rodeo la memoria lectora).

### Poesía amorosa
En la poesía lírica de la primera mitad del siglo xvi, la crítica reconoce varias corrientes paralelas que confluyen en dos grandes líneas.
- Tradicional: que perpetúa los temas y formas procedentes de la tradición medieval. Recoge tanto la lírica tradicional (villancicos, cancioncillas de amor, textos romanceriles, etc.) como las de la poesía de cancionero del siglo XV en su vertiente amorosa y didáctica moral. Ligada al uso de metros cortos, especialmente el verso octosílabo.
- Italianizante: más innovadora, introduce en España modelos poéticos de inspiración petrarquista vigentes en la Italia del Renacimiento. Refleja el desarrollo de las innovaciones de Juan Boscán y Garcilaso, según el patrón de la lírica culta italiana de su tiempo. Ligada al empleo del endecasílabo, soneto y de diversas formas estróficas derivadas de la canción petrarquista.

Los estudios de José Manuel Blecua y Rafael Lapesa demuestran la improcedencia de toda rígida dicotomía entre las dos corrientes ya que ambos descienden de una fuente común de la poesía provenzal. En la lírica española existía ya un clima “petrarquista” procedente del fondo trovadoresco que los poetas del dolce stil nuovo habían recogido en Italia. El surgimiento de la lírica italianizante tiene una fecha clave, en 1526 Navagero insta a Juan Boscán a probar en lengua castellana sonetos y otras trovas usadas por los buenos poetas de Italia. A su vez en Italia el entusiasmo por las letras grecolatinas repercute en el resurgimiento del bucolismo, junto al sueño pastoril de la Edad de Oro y otros mitos clásicos que pudieran servir para la comunicación del sentimiento amoroso.

#### Garcilaso de la Vega

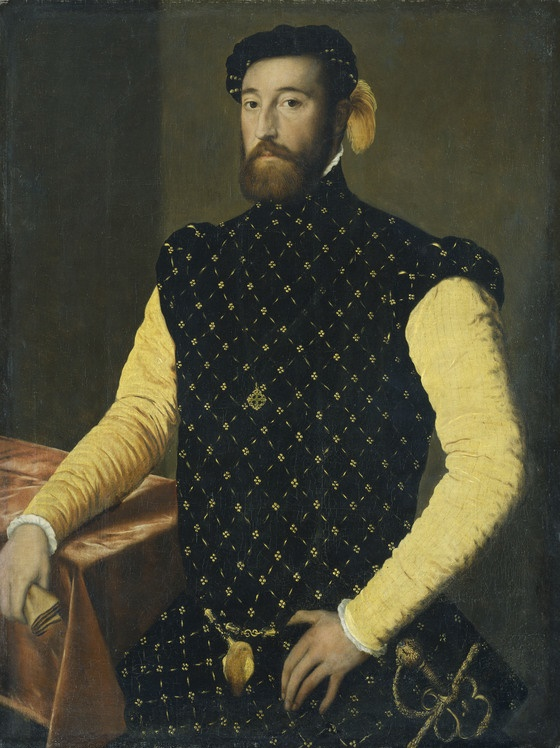
Garcilaso de la Vega.

Garcilaso de la Vega (1501-1536), cortesano y soldado de la época del emperador Carlos V. Es prácticamente imposible rehacer su vida externa sin detalles autobiográficos inspirados en mayor parte por la portuguesa Isabel Freire, pasando primero por los celos de su boda, y después por el dolor de su muerte. La poesía garcilasiana se vincula con tres nombres principales: Virgilio, Petrarca y Sannazaro (de Virgilio rescata la expresión del sentimiento, de Petrarca, la métrica y la indagación en los estados de ánimo y de Sannazaro, su nivel artístico).
Se destacó por la riqueza expresiva de sus versos ejemplificados por Dámaso Alonso en la égloga II, perfecta imbricación de recursos técnicos para acercar al lector a la comprensión en plenitud del lenguaje poético. Hay tres motivos esenciales: la dulzura, la tristeza y la gravedad. Parker destacó su simetría, y Clarke su perspectiva psicológica, etc.
La materia poética de Garcilaso está constituida por las vivencias de un espíritu agitado entre impulsos contradictorios, sumido en la conformidad o refugiado en sueños de hermosura. Pero estos estados del alma se han encontrado con moldes propios de la tradición literaria, que han actuado sobre el contenido sentimental y sobre la expresión, intensificándolos o filtrándolos.
Garcilaso comienza a preocuparse de la belleza del mundo exterior, de la hermosura femenina, después del paisaje. Pero nunca desaparecen rasgos hispánicos característicos como la gravedad y la digna contención, o la voluntad de perderse. Están presentes elementos del dolce stil nuovo, que le impulsan a idealizar el amor presentándolo como estímulo de la espiritualidad.

#### Castillejo
Dentro de la llamada línea tradicional destaca la figura de Cristóbal de Castillejo, de quien se han tomado muy rígidamente sus poemas amorosos, ajustados a los tópicos del amor cortés, y sus sátiras. Ha sido percibido como un espíritu imbuido del ideal erasmista y dotado de una superioridad moral por encima de la bajeza cortesana. En su obra hay mezcla de jocosidad y moralismo. Estuvo en contra de la escuela italianizante, por estar encabezando la defensa de la lengua nacional del nuevo imperio, quien postulaba que esta lengua superaría y revitalizaría la insustancialidad y amaneramiento de las coplas castellanas de su tiempo, ya alejadas de los modelos anteriores. Este vitalismo suponía la incorporación de elementos folclóricos y tradicionales, la tendencia populista erasmista del refrán y del coloquio y el nacionalismo lingüístico literario.

#### Juan Boscán
Juan Boscán Almogaver (o Joan Boscà i Almogàver, Barcelona, 1493 - Perpiñán, 1542), poeta y traductor catalán en lengua castellana del Renacimiento.
De familia noble, recibió una excelente formación humanística y sirvió en la Corte de los Reyes Católicos y después en la del emperador Carlos I de España. Fue preceptor del duque de Alba. En la Corte conoció a otro gran poeta amigo suyo, don Diego Hurtado de Mendoza; este le dirigió la famosa Epístola a Boscán. El caballero catalán se casó con una culta dama valenciana, doña Ana Girón Rebolledo. Viajó a Italia como embajador español. Allí encontró al caballero toledano Garcilaso de la Vega, con quien entabló una gran amistad; seguramente al aprecio que Boscán sentía por la obra del poeta valenciano Ausiàs March se deben las reminiscencias de este que hay en algunas de las composiciones del poeta manchego.
Boscán, que había cultivado con anterioridad la conceptuosa y cortesana lírica cancioneril, introdujo el verso endecasílabo y las estrofas italianas (soneto, octava real, terceto encadenado, canción en estancias), así como el poema en endecasílabos blancos y los motivos y estructuras del Petrarquismo en la poesía castellana. Se persuadió de ello en una conversación con su amigo, el embajador veneciano y humanista Andrea Navagiero, en los jardines del Generalife, en Granada, como contó él mismo, ya que este le animó a intentar esa experiencia poética.
Convenció de esta novedad también a sus amigos Garcilaso de la Vega y don Diego Hurtado de Mendoza y escribió el manifiesto de la nueva estética italianizante del Renacimiento en una epístola nuncupatoria dirigida «A la duquesa de Soma» que puso como prólogo a uno de sus volúmenes de poesías. Otros caballeros, sin embargo, tenían un concepto más nacionalista del Renacimiento, como por ejemplo Cristóbal de Castillejo, e hicieron ver amablemente su disconformidad en sátiras contra el nuevo estilo. La novedad del endecasílabo, sin embargo, arraigó al lado del octosílabo como el verso más usado en la lírica española y desde entonces el dodecasílabo, con un ritmo machacón y menos flexible que el del endecasílabo, fue arrinconado y preterido en favor del endecasílabo cuando había que tratar temas importantes. La poesía castellana quedó así enriquecida con nuevos versos, estrofas, temas, tonos y recursos expresivos.
El poema Hero y Leandro de Boscán es el primero que trata de temas legendarios y mitológicos clásicos. Por otra parte, su Epístola a Mendoza introduce en España el modelo de la epístola moral como un género poético imitado de Horacio, donde se expone el ideal del sabio estoico con su prudente moderación y equilibrio.
Estudios modernos han desterrado la idea infundada de la dureza y sequedad de sus versos con el pretexto de que no era un hablante nativo de castellano. Fuera de un amplio cancionero petrarquista, Boscán demostró su dominio del castellano traduciendo además Il libro del cortegiano (1528) del humanista italiano Baldassare Castiglione con el título de El Cortesano (1534) en una modélica prosa renacentista esmaltada de germinaciones ciceronianas. Además, preparó la edición de las obras de su amigo Garcilaso de la Vega junto a las suyas, si bien murió antes de poder culminar el proyecto, por lo que su viuda imprimió la obra en 1543 en el taller de Carles Amorós, en Barcelona, con el título Las obras de Boscán con algunas de Garcilaso de la Vega.

## Literatura religiosa
El Renacimiento impone una división entre lo natural y lo sobrenatural, frente a la Edad Media en que se mezclaban de una forma que Dios, la Virgen y los Santos intervenían en todo tipo de asuntos mundanos con apariciones y milagros. En esta nueva época, hay escritores mundanos, como Garcilaso de la Vega, y autores que únicamente expresan sentimientos religiosos, tanto en verso como en prosa. En el Renacimiento se desarrollan y manifiestan ampliamente estos sentimientos, fuertemente impulsados por la Contrarreforma, lucha contra la Reforma protestante, en la que se empeñaron la Iglesia y la Corona españolas.

### Ascética y mística
La literatura religiosa puede manifestarse en tratados en prosa sobre materias espirituales (como Los nombres de Cristo, de Fray Luis de León), o bien en poemas cargados de espiritualidad (san Juan de la Cruz). De ambas maneras se expresaron las principales vivencias religiosas de la época; la Ascética y la Mística.
- La ascética trata de perfeccionar a las personas incitándolas al cumplimiento estricto de las obligaciones cristianas e instruyéndolas en ello. Escritores importantes son fray Luis de León (1504-1588), san Juan de Ávila (1500-1569) y fray Juan de los Ángeles (1536 -1609).
- La mística trata de expresar los prodigios que algunos privilegiados experimentan en su propia alma al entrar en comunicación con Dios. La forma de expresión más cultivada es el verso, cuyo más grande representante es san Juan de la Cruz, mientras que santa Teresa de Jesús es la más importante prosista.

### San Juan de la Cruz
Nació en Fontiveros (Ávila), en 1542, probablemente el 24 de junio. Tras estudiar Humanidades, su intención era hacerse cartujo, pero tras conocer a Santa Teresa, ingresa a los veintidós años en la orden de los carmelitas descalzos, cambiando su nombre, Juan de Yepes, por el de Juan de la Cruz. Sus intentos de reforma de la orden le supusieron numerosas enemistades e incluso prisión; fue desplazado y encarcelado en un convento de Toledo por sus hermanos carmelitas en 1577, durante un período de ocho meses, tiempo en el que compuso su Cántico espiritual. En 1578 huyó de la cárcel.

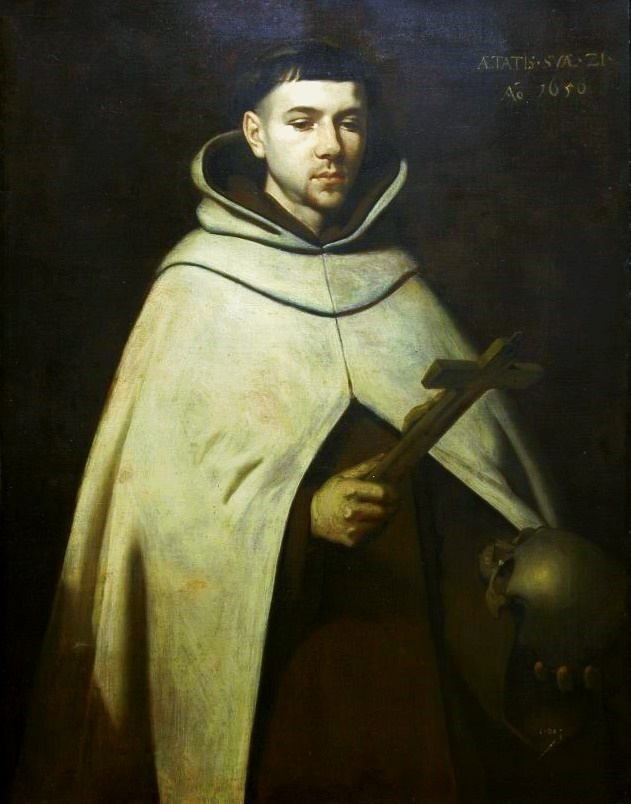
San Juan de la Cruz en un retrato de 1656.

Durante el resto de su vida desempeñó numerosos cargos en la orden carmelita, siempre en Andalucía; fue prior del Calvario (Jaén), rector del colegio de Baeza, director espiritual de las carmelitas de Beas, (para ellas compondrá el comentario de Cántico espiritual), prior de los cármenes y confesor de las carmelitas en Granada, vicario provincial de Andalucía y fundador de varios conventos.
En 1591 cesa en todos sus cargos y, ya enfermo, se traslada desde La Peñuela a Úbeda (Jaén), donde muere el 14 de diciembre del mismo año.
Es autor de algunas composiciones de corte tradicional, escritas en su mayoría en octosílabos, pero su obra más importante son tres grandes poemas que expresan experiencias místicas:
- Noche oscura del alma, breve poema formado por ocho liras en el que describe simbólicamente el proceso de unión del alma con Dios, por medio de una alegoría: la amada (el alma) sale de su casa en una noche oscura para encontrarse con su amado (Dios) y unirse a él (éxtasis místico).
- Cántico espiritual, subtitulado Canciones entre el alma y el Esposo, es el más extenso de sus poemas. En las cuarenta liras que lo componen se describen, también por medio de una alegoría, las tres vías místicas: vía purgativa: la esposa (el alma) sale a buscar a su esposo (Dios), preguntando por él a la naturaleza; vía iluminativa: la esposa encuentra al esposo reflejado en una fuente y entabla con él un diálogo amoroso; vía unitiva: se produce la unión amorosa de los dos esposos, símbolo de la unión mística entre el alma y Dios.
- Llama de amor viva, el más breve de los tres poemas, consta de veinticuatro versos en seis estrofas que expresan el sentir del alma abrasada por el amor divino.

Para explicar el significado simbólico de estos tres poemas, escribió posteriormente cuatro tratados en prosa, a modo de comentario, en los que expone lo esencial de su doctrina mística:  Subida al Monte Carmelo, que comenta las dos primeras estrofas de Noche Oscura;  Noche oscura del alma, que comenta esas mismas estrofas y el principio de la tercera, y  Llama de amor viva, que comenta el poema del mismo nombre.

## La prosa renacentista
Como es lógico, buena parte de los subgéneros narrativos del siglo xv siguen vivos a lo largo del xvi; sin embargo, hay tres que merecen especial atención:
La novela pastoril
La novela pastoril es de origen italiano, como la sentimental. Al mediar el año de 1558 apareció el primer texto español perteneciente a este género: La Diana, escrita por Jorge de Montemayor. El éxito de este tipo de narrativa hizo que grandes autores de finales del xvi y principios del xvii como Lope de Vega (La Arcadia) o Miguel de Cervantes (La Galatea) lo cultivaran.
La prosa didáctica y religiosa.
Durante el reinado de Felipe II, que abarca los años de 1557 a 1597, la literatura religiosa en España tuvo su mayor auge. La religiosidad del monarca, el espíritu de la Contrarreforma y las costumbres de la época fueron parte en la extraordinaria importancia que ésta alcanzó.
La Literatura didáctica y religiosa es muy vasta, pues incluye:
1. La apologética, la cual presenta argumentos en pro de la religión,
2. La ascética, que tiende a inculcar los preceptos de la moral y
3. La mística, que procura el conocimiento de Dios dentro del propio espíritu, por medio de la contemplación y la meditación. La producción de los místicos del siglo xvi es de gran importancia, principalmente para el crecimiento y robustez del idioma.

### El Lazarillo de Tormes

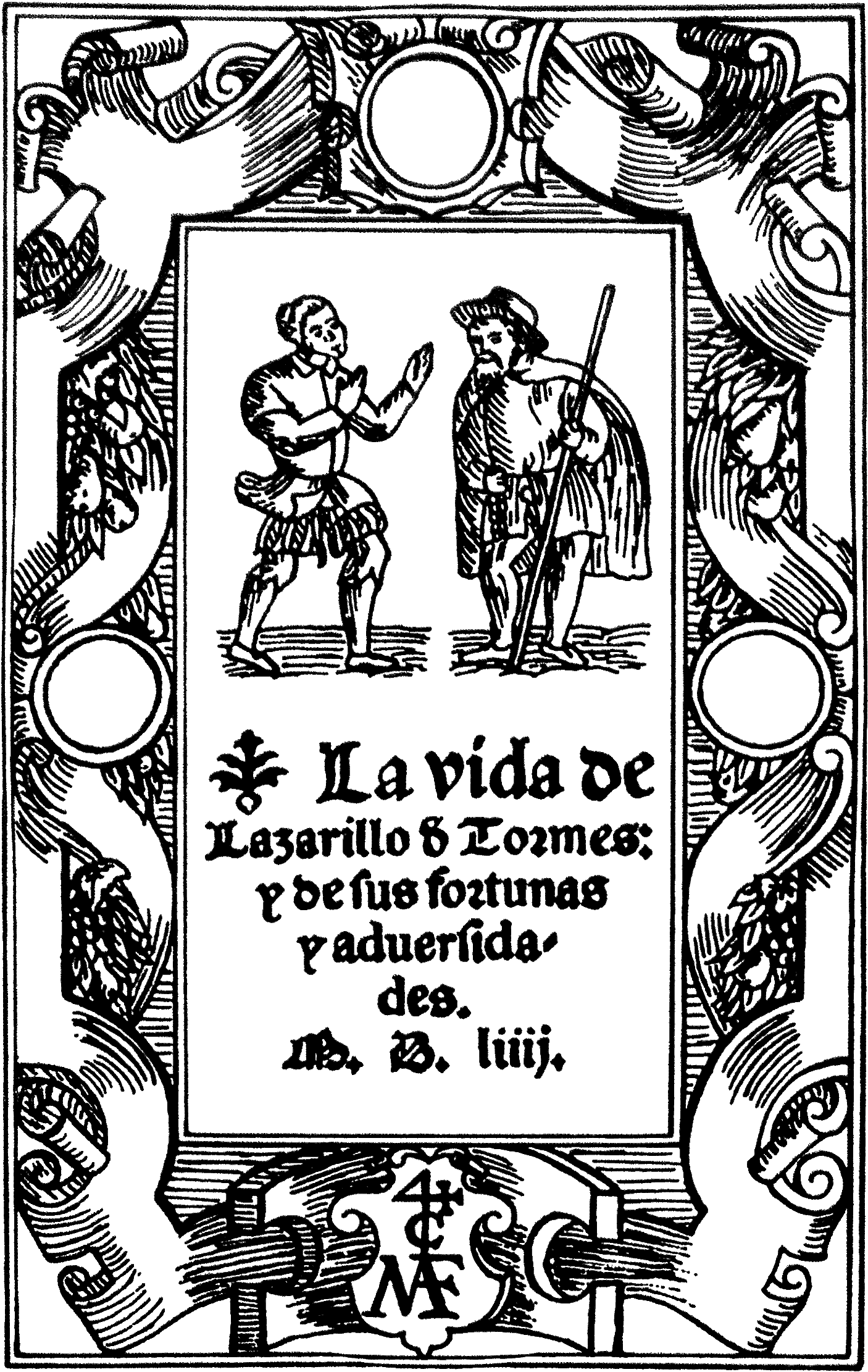
Portada de la edición de Medina del Campo de 1554, impresa por Mateo y Francisco del Canto.

La novela picaresca, como género literario, posee las siguientes características:
1. El relato es autobiográfico con una narración dirigida a una tercera persona que se encuentra en una posición social superior a la del narrador.
2. La narración sigue un orden cronológico.
3. La ironía y el diálogo son dos de los recursos más empleados para desarrollar el argumento y expresar la crítica en el libro.
4. El protagonista es un pícaro; es decir:

a. pertenece a la clase social baja, su protagonista es un antihéroe cuyo objetivo es medrar, mejorar;
b. se mueve inducido por el hambre o la necesidad de medrar;
c. busca la manera de mejorar de vida;
d. carece de ideales.
El Lazarillo, de autor anónimo, se publicó en 1554 y narra la vida de un muchacho, Lázaro de Tormes, desde su nacimiento hasta que se casa en Toledo con la criada de un arcipreste. Durante todo ese tiempo sirve a varios amos que le maltratan y apenas le dan de comer.
Como ya se ha dicho, inaugura la novela picaresca y destaca dentro de la producción de la literatura del Siglo de Oro por su originalidad ya que representa una literatura basada en la realidad frente al idealismo o la religiosidad de la literatura de la época e inmediatamente anterior (libros de caballerías, novela sentimental, etc.)
En cuanto a la técnica empleada, se ha de destacar el hecho de articular los episodios a través del hilo conductor de la vida del pícaro.